# Robert Grabow
Pour les articles homonymes, voir Grabow (homonymie).
Robert Karl Alexander Grabow (né le 3 mai 1885 à Pyritz, province de Poméranie et mort le 1er mai 1945) est un homme politique allemand du DNVP.

## Biographie
Grabow étudie le droit à Berlin et Greifswald et obtient son doctorat. Au cours de ses études, il devient membre de la Berlin Landsmannschaft Guilelmia (de) et de la Landsmannschaft Silesia, Après avoir été blessé au combat pendant la Première Guerre mondiale, il travaille dans le gouvernement local à Stettin et en janvier 1918 devient le deuxième maire de Memel en Prusse-Orientale. À partir d'octobre 1919, il y est premier maire et à partir de janvier 1920, il détient le titre officiel de lord-maire.
En 1919, il devient député du parlement provincial de Prusse-Orientale (le mandat expire avec la séparation de la région de Memel). De février à septembre 1919, il est membre du premier directoire d'État du Territoire de Memel, entre-temps séparée de la Prusse-Orientale, puis membre du Conseil d'État, et en janvier 1926, il est président du Conseil économique. Il représente Memel devant la Conférence des ambassadeurs à Paris en novembre 1922 et dirige une délégation au Conseil de la Société des Nations à Genève en mars 1924. En tant que membre du Parti populaire du Territoire de Memel (de), il est élu en mai 1926 comme l'un des cinq représentants du Territoire de Memel au Seimas lituanien à Kaunas.
En 1930, Grabow succède à Ernst Heydemann comme maire de Rostock. Après l'arrivée au pouvoir des nationaux-socialistes en 1933, il peut occuper ce poste jusqu'en 1935, mais doit ensuite céder la place au national-socialiste Walter Volgmann. En raison de son expertise en matière administrative, cependant, il est nommé maire, afin que Volgmann puisse se concentrer sur l'accomplissement de tâches de nature représentative. Lors de l'occupation de la ville par les troupes soviétiques le 1er mai 1945 Grabow se suicide avec sa femme.

## Publications
- Steuerrechtlicher Leitfaden für die Ostgebiete, Kattowitz : Kattowitzer Buchgewerbehaus, 1941
- Die Haftung der nicht rechtsfähigen Vereine mit besonderer Berücksichtigung der Arbeitnehmerverbände, Ohlau i. Schl., 1929 [Ausg. 1933]